# カロル・ナヴロツキ
カロル・タデウシュ・ナヴロツキ（ポーランド語: Karol Tadeusz Nawrocki、1983年3月3日 - ）は、ポーランドの歴史学者、政治家、社会活動家、自営業家、人文学系博士である。2025年8月6日より第7代ポーランド共和国大統領を務める。
2025年ポーランド大統領選挙で、市民プラットフォームのラファウ・トシャスコフスキワルシャワ市長を破って当選した。
2017年から2021年までグダンスク第二次世界大戦博物館（ポーランド語: Muzeum II Wojny Światowej w Gdańsku）館長を、2021年からは国家記銘院院長を歴任した。